# 比洛烏西夫卡 (德拉比夫區)
49°56′43″N 32°22′17″E / 49.94528°N 32.37139°E
比洛烏西夫卡（烏克蘭語：Білоусівка）是位於烏克蘭中部的村莊，由切爾卡瑟州佐洛托諾沙區的德拉比夫市鎮負責管轄。該村始建於十六世紀，面積8.3平方公里，海拔高度104米，2001年人口2,473，人口密度每平方公里297.9人。